# Schweizer Meisterschaften im Skispringen 2017

Logo von Swiss-Ski

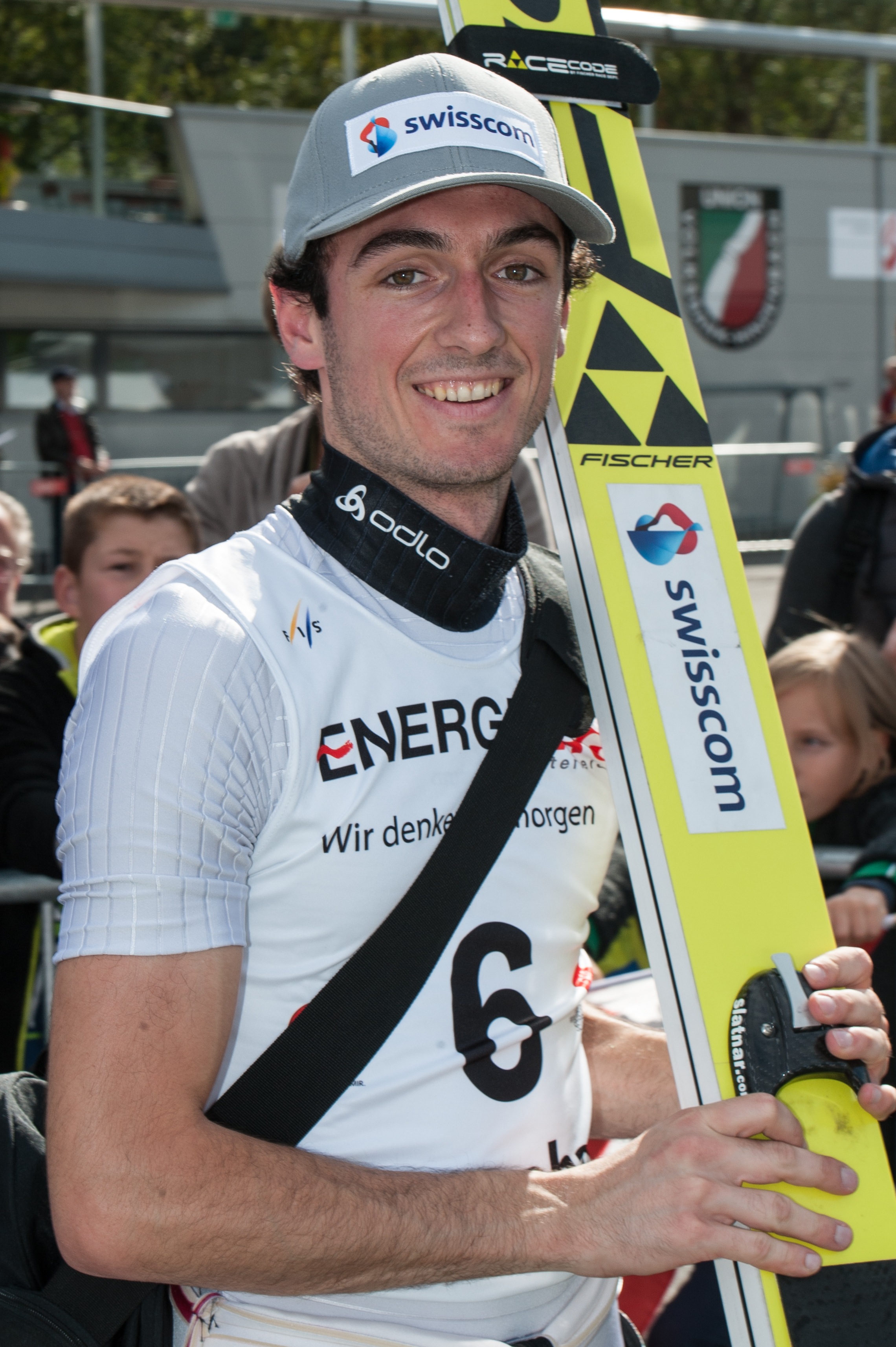
Killian Peier – Schweizer Meister 2017

Die Schweizer Meisterschaften im Skispringen 2017 fanden am 15. Oktober 2017 in Einsiedeln statt. Die Wettbewerbe wurden auf der Gross- und der Mittelschanze der Schanzen Einsiedeln (Andreas Küttel-Schanze, HS117 und Simon Ammann-Schanze, HS77) ausgetragen.
Den Titel bei den Herren gewann Vorjahressieger Killian Peier. Olympiasieger Simon Ammann verzichtete auf eine Teilnahme.
Insgesamt nahmen an den Wettbewerben 15 Skispringer und sechs Skispringerinnen teil.

## Ergebnisse

### Einzel Herren
| Platz | Sportler           | Weite 1 | Weite 2 | Punkte |
| ----- | ------------------ | ------- | ------- | ------ |
| 1     | Killian Peier      | 116,5 m | 115,0 m | 271,2  |
| 2     | Gregor Deschwanden | 115,5 m | 114,0 m | 266,1  |
| 3     | Andreas Schuler    | 114,5 m | 109,0 m | 250,8  |
| 4     | Gabriel Karlen     | 111,0 m | 109,0 m | 244,5  |
| 5     | Sandro Hauswirth   | 110,5 m | 108,0 m | 241,8  |
| 6     | Luca Egloff        | 110,0 m | 110,0 m | 241,5  |
| 7     | Dominik Peter      | 108,0 m | 105,5 m | 232,8  |
| 8     | Tobias Birchler    | 106,0 m | 107,5 m | 231,3  |
| 9     | Pascal Kälin       | 102,5 m | 100,5 m | 206,9  |
| 10    | Olan Lacroix       | 098,5 m | 095,0 m | 191,3  |
| 11    | Pascal Müller      | 087,0 m | 086,5 m | 149,3  |
| 12    | Mario Anderegg     | 086,0 m | 081,5 m | 132,5  |
| 13    | Olivier Anken      | 082,0 m | 082,5 m | 128,1  |
| 14    | Kevin Romang       | 078,0 m | 080,0 m | 119,4  |
| 15    | Janne Perini       | 076,0 m | 081,5 m | 116,0  |

### Junioren
| Platz | Sportler         | Weite 1 | Weite 2 | Punkte |
| ----- | ---------------- | ------- | ------- | ------ |
| 1     | Sandro Hauswirth | 114,0 m | 112,5 m | 259,2  |
| 2     | Dominik Peter    | 111,5 m | 110,0 m | 248,2  |
| 3     | Pascal Müller    | 097,5 m | 094,0 m | 186,7  |

### Einzel Damen
| Platz | Sportler       | Weite 1 | Weite 2 | Punkte |
| ----- | -------------- | ------- | ------- | ------ |
| 1     | Sina Arnet     | 74,0 m  | 62,0 m  | 205,7  |
| 2     | Rea Kindlimann | 64,0 m  | 66,5 m  | 193,6  |
| 3     | Emely Torazza  | 50,5 m  | 50,5 m  | 123,7  |
| 4     | Alena Czekala  | 49,5 m  | 53,0 m  | 122,5  |
| 5     | Julia Biffi    | 50,0 m  | 48,5 m  | 111,2  |
| 6     | Simone Buff    | 50,0 m  | 48,5 m  | 108,7  |

### Team Herren
| Platz | Team                                                                                            | Punkte |
| ----- | ----------------------------------------------------------------------------------------------- | ------ |
| 1     | Zürcher Skiverband I Dominik Peter Pascal Kälin Tobias Birchler Andreas Schuler                 | 975,9  |
| 2     | Berner Oberländischer Skiverband Luca von Grünigen Kevin Romang Gabriel Karlen Sandro Hauswirth | 836,5  |
| 3     | Mixed-Team ZSSV/OSSV Aron Russi Fabian Waldis Gregor Deschwanden Luca Egloff                    | 758,3  |
| 4     | Ski Romand Janne Perini Sébastien Cala Olan Lacroix Killian Peier                               | 718,0  |
| 5     | Zürcher Skiverband II Mario Anderegg Remo Imhof Noah Camenzind Pascal Müller                    | 553,8  |